# Озерський (Калузька область)
Озерський (рос. Озерской) — залізничний роз’їзд в Жиздринському районі Калузької області Російської Федерації.
Населення становить 0 осіб. Входить до складу муніципального утворення Село Радгосп Колективізатор.

## Історія
Від 2004 року входить до складу муніципального утворення Село Радгосп Колективізатор

## Населення
1. Н/Д[2]